# Гафаров, Халиг
Халиг Гафаров (азерб. Xaliq Qafarov; 17 февраля 1960) — советский и азербайджанский футболист, вратарь.

## Биография
В советские времена много лет выступал во второй лиге за «Кяпаз»/«Динамо» (Гянджа), провёл более 150 матчей за клуб. В 1990 году играл во второй низшей лиге за «Автомобилчи» (Евлах), затем два сезона не выступал на профессиональном уровне.
В 1993 году дебютировал в высшей лиге Азербайджана в составе клуба «Боз Гурд» (Набиагалы), затем снова играл за клуб из Евлаха. В 1994 году вернулся в «Кяпаз», с которым в сезоне 1994/95 завоевал чемпионский титул. В ходе сезона 1995/96 покинул гянджинский клуб и выступал за «Кюр-Нур» (Мингечевир), «Нефтчи» (Баку), «Шамкир», но нигде не провёл больше сезона. С «Нефтчи» стал чемпионом сезона 1996/97, а с «Шамкиром» — бронзовым призёром сезона 1997/98. Завершил карьеру в 39-летнем возрасте, провёл свой последний сезон в составе родного «Кяпаза» и стал чемпионом Азербайджана сезона 1998/99.
После окончания игровой карьеры работал тренером вратарей в «Кяпазе».